# Chiesa di San Vittore (Missaglia)
La chiesa prepositurale di San Vittore, o basilica di San Vittore, è la parrocchiale di Missaglia, in provincia di Lecco ed arcidiocesi di Milano; fa parte del decanato di Missaglia, mentre precedentemente era a capo della pieve missagliese.

## Storia
La prima citazione, seppur indiretta, di una chiesa a Missaglia risale all'anno 835, data riportata su un documento in cui è menzionata la presenza di un arciprete.
Nel 1129 fu menzionato un certo Iohanne presbitero et preposito hecclesie Massalie, mentre del Liber Notitiae Sanctorum Mediolani s'apprende che aveva come filiali le altre cappelle situate a Missaglia e le chiese di Barriano, Barzago, Barzanò, Bernaga, Bestetto, Bulciago, Sirtori, Colle Brianza, Brianzola, Cagliano, Casatenovo, Casatevecchio, Cassago, Cernusco Lombardone, Contra, Cremella, Crippa, Fumagalla, Galgiana, Vizzago, Lomagna, Verdegò, Missagliola, Maresso, Montevecchia, Monte Brianza, Monticello, Nava, Giovenzana, Hoè Superiore, Tremonte di Hoè, Osnago, Perego, Poenzano, Puteo Frigido, Dosso di Velate, Tegnone, Torre Villa, Vallaperta, Viganò e Villa di Missaglia.
Nel 1398 risultava che il capitolo fosse composto da undici canonici e che la pieve esercitasse la sua influenza su ventidue cappelle; nel XV secolo i canonici erano undici e le chiese dipendenti erano ventisei, alle quali s'aggiungevano i monasteri di Bernaga, Brianzola, Casatevecchio e Pocuzano.
Nel XVI secolo i canonicati scesero a otto e verso la fine del secolo la chiesa plebana subi un intervento di rifacimento, voluto dal prevosto don Giovanni Tettamanzi; in questo periodo venne costituito il vicariato di Missaglia, in cui confluirono, oltre a quella capopieve, anche le parrocchie di Barzago, Barzanò, Bulciago, Casatenovo, Cassago, Castello di Brianza, Cernusco Lombardone, Cremella, Galgiana, Giovenzana, Lomagna, Lomaniga, Maresso, Montevecchia, Monticello, Nava, Osnago, Perego, Rovagnate, Sirtori, Torre Villa e Viganò. 
Nel 1757 l'arcivescovo di Milano Giuseppe Pozzobonelli, compiendo la sua visita pastorale, annotò che la pieve, nella quale avevano sede le confraternite del Santissimo Sacramento e del Santissimo Rosario, aveva alle sue dirette dipendenze gli oratori di Santa Maria in Villa, di San Carlo in località Mornata, di Sant'Antonio da Padova di Rengione, di San Zenone nel borgo di Missagliola, di San Francesco d'Assisi e di San Bartolomeo Apostolo a Contra, dei Santi Fermo e Rustico di Lomaniga, della Beata Vergine Maria nella borgata di Pianeta, di Sant'Elena a Valle Santa Croce e della Beata Vergine Maria a Lagazino, e che i fedeli erano 1637. L'anno successivo si realizzò il campanile tardogotico.
Nel 1844, siccome l'antica pieve era insufficiente a soddisfare le esigenze dei fedeli, l'allora parroco don Francesco Garavaglia decise di farla demolire per far sorgere al nuovo posto la nuova parrocchiale, la prima pietra fu posta il 1º maggio di quel medesimo anno; l'edificio, disegnato da Giacomo Moraglia, venne aperto al culto il 1º novembre 1846.
Il pronao timpanato che introduce la facciata fu costruito tra il 1881 e il 1882.
Dalla relazione della visita pastorale del 1896 dell'arcivescovo Andrea Carlo Ferrari s'apprende che nella parrocchiale, la quale aveva come filiali circa una decina di oratori, aveva sede la confraternita del Santissimo Sacramento, che i fedeli erano 3800 e che il clero a servizio della cura d'anime era costituito dal parroco e da tre coadiutori.
Il 30 luglio 1946 papa Pio XII conferì alla pieve il titolo di basilica minore.

## Descrizione

### Facciata
La facciata della basilica è anticipata da un pronao tetrastilo, le cui colonne, d'ordine ionico, sorreggono il timpano, il quale è di forma triangolare; ai lati del portale d'ingresso s'aprono due portali laterali, mentre sopra il portico vi è una finestra.

### Interno
L'interno della chiesa, che ha la forme d'una croce latina e al centro s'innalza la cupola.
Opere di pregio qui conservate sono gli affreschi eseguiti all'inizio del XX secolo da Luigi Morgari, la tela raffigurante San Vittore Martire, eseguita nel primo Seicento da Stefano Danedi, e la statua avente come soggetto la Beata Vergine Assunta, che è oggetto di venerazione. Quest'ultima, risalente al 1590, venne incoronata in modo solenne a partire dal 1646. L'affresco di una Madonna col Bambino era invece presente in chiesa già prima della costruzione della struttura del Moraglia.